# Ochthebius lucanus
Ochthebius lucanus är en skalbaggsart som beskrevs av Ferro 1990. Ochthebius lucanus ingår i släktet Ochthebius och familjen vattenbrynsbaggar. Inga underarter finns listade i Catalogue of Life.